# Adam Webster
Pour les articles homonymes, voir Webster.
Adam Harry Webster, né le 4 janvier 1995 à West Wittering en Angleterre, est un footballeur anglais qui évolue au poste de défenseur central à Brighton & Hove.

## Biographie

### En club
Né à West Wittering en Angleterre, Adam Webster est formé par le Portsmouth FC. C'est avec ce club qu'il commence sa carrière professionnelle, jouant son premier match le 14 janvier 2012, lors d'une rencontre de championnat face à West Ham United. Il entre en jeu à la place de Greg Halford et son équipe est battue par deux buts à un.
Lors de l'été 2016, Adam Webster rejoint le club d'Ipswich Town, signant un contrat de trois ans, soit jusqu'en juin 2019. Le transfert est annoncé dès le 6 juin 2016 et Matthew Clarke fait le chemin inverse.
Le 28 juin 2018, Adam Webster rejoint Bristol City. Il signe un contrat de quatre ans, soit jusqu'en juin 2022.
Le 3 août 2019, Adam Webster s'engage pour quatre ans avec Brighton & Hove, soit jusqu'en juin 2023.
Webster marque son premier but pour Brighton le 19 octobre 2019, lors d'une rencontre de championnat face à Aston Villa, à Villa Park. Titulaire, il ouvre le score, mais ne peut empêcher la défaite de son équipe (2-1 score final),.
Le 2 août 2021, Webster prolonge son contrat avec Brighton, signant un nouveau bail de cinq ans, étant désormais lié au club jusqu'en juin 2026.
Le 18 janvier 2022, Webster marque le but égalisateur de son équipe lors d'un match de Premier League contre le Chelsea FC, sur un service d'Alexis Mac Allister (1-1 score final),.

### En sélection
Adam Webster compte cinq sélections avec l'équipe d'Angleterre des moins de 19 ans, obtenues entre 2012 et 2013.